# 华为手表
华为手表（英語：Huawei Watch）是由华为发布的，基于Android Wear（现在的Wear OS）研发的首款智能手表产品，于2015年3月3日在世界移动通信大会发表；同年9月2日，在德国柏林国际电子消费品展览会（IFA）上，华为宣布该产品於2015年9月开始销售。该款手表是第一款同时支持iOS系统和Android系统的Android Wear手表，同时也是第一款使用蓝宝石玻璃镜面的Android Wear手表。

## 发展历史
2015年3月3日，华为在世界移动通信大会发表了华为手表，并宣布华为手表将于2015年6月在全球20多个国家和地区上市，具体上市日期和定价将在每个当地市场公布。
2015年9月2日，在德国柏林国际电子消费品展览会（IFA）上，华为公司宣布，华为手表于当日起可在全球29个国家和地区接受预定。

## 特色

### 硬件
华为手表的表盘为圆形表盘设计，机身采用冷锻工艺316L不锈钢材质，尺寸为直径42mm，厚度11.3mm。表框使用蓝宝石玻璃覆盖，表带有皮革和金属两种材质可供选择，并提供银、黑、金多种颜色。屏幕采用1.4寸AMOLED屏幕，分辨率为400x400，像素密度为286。手表的按钮放置在更适合操作的2点钟方向。
华为手表配备了骁龙400 APQ8026四核1.2GHz处理器，内存为512MB，机身存储空间为4GB。手表内置心率检测传感器、运动传感器、气压传感器、触感马达，并支持蓝牙4.1。该手表还使用磁吸式充电技术，45分钟可充入85％，最长续航1.5天。

### 软件
华为手表运行Android Wear（现在的Wear OS）系统，同时兼容Android系统（4.3及以上版本）、iOS系统（8.2及以上版本）手机，当手表与手机配对成功后，手表可显示来电、邮件、短信、日历以及社交网络提醒、收发短信和邮件、查看日历和社交信息等，还支持Google即时功能。

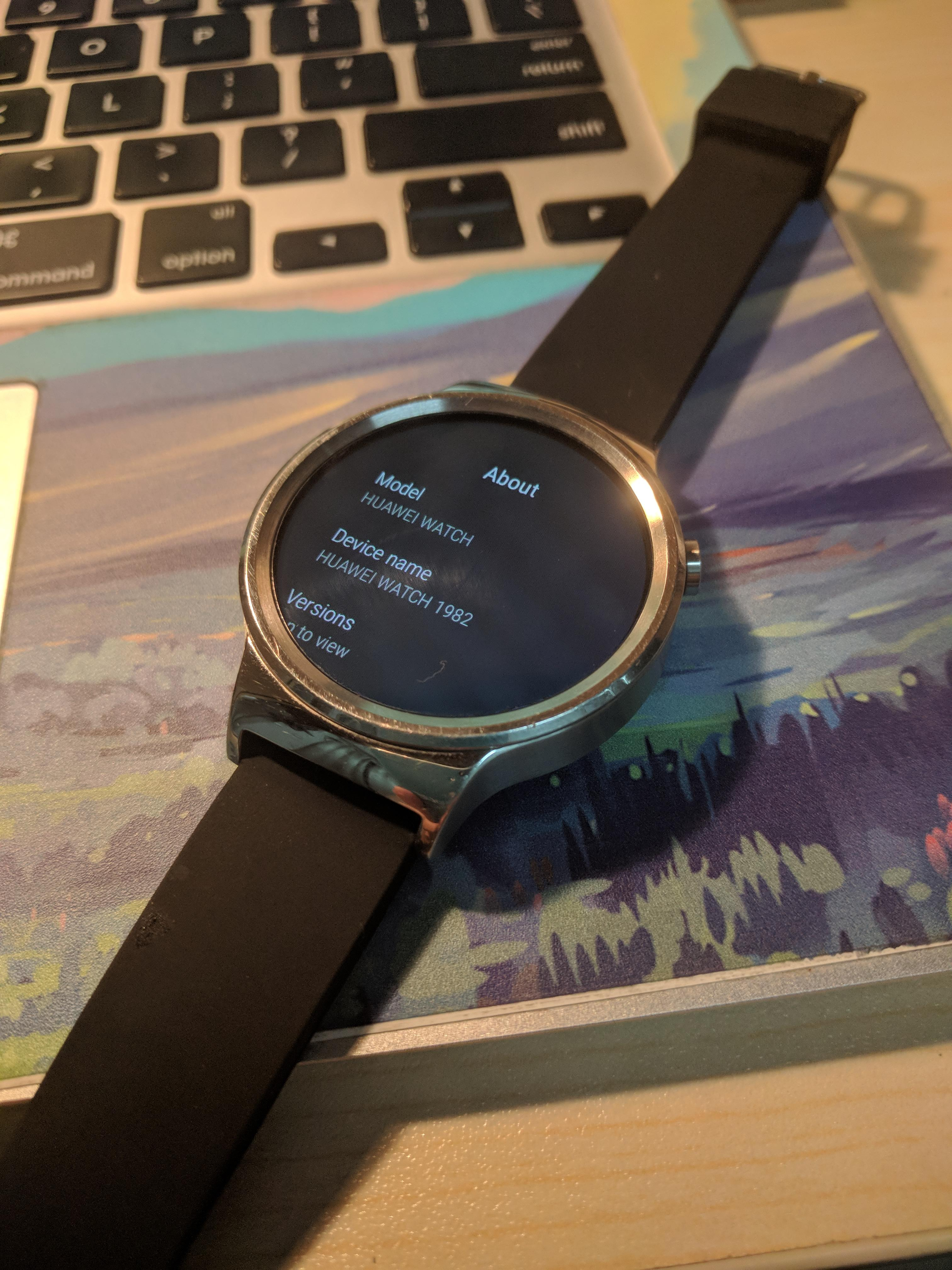
运行最新wear os 2.15的huawei watch

## 销售
自2015年9月2日起，华为手表可在全球29个国家和地区（包括香港和台湾）预定。具体售价如下（以下为欧洲国家销售价格）：
- 经典款皮革表带：399欧元
- 金属表带：449欧元
- 活力款：449欧元
- 精英款：699欧元

中国大陆方面，华为手表于2015年11月26日在上海世博中心推出其国行版。考虑到Google服务在中国大陆无法使用，因此手表内删除了Google服务，替换为国内主流应用。在中国大陆的售价如下：
- 黑色平尾/尖尾真皮表带款：2388元人民币
- 黑色不锈钢三珠/编制表带款：2588元人民币
- 棕色鳄鱼纹真皮表带款：3288元人民币

## 版本
2020年3月，华为宣布推出搭载华为自有操作系统的Huawei Watch GT 2e。该手表于2020年5月在印度上市。智能手表配备1.39英寸AMOLED触摸显示屏，分辨率为454 x 454像素。它由华为自家的Kirin A1芯片组驱动，配备GPS和蓝牙音频，并有4GB的机载存储。内置软件可以追踪100多种不同的运动和锻炼。手表还配备了血氧饱和度监测功能，使用SpO2传感器计算佩戴者的最大耗氧量。
2020年9月，华为发布了搭载LiteOS的Huawei Watch GT 2 Pro。
2021年6月，华为宣布推出运行HarmonyOS 2.0的Huawei Watch 3。
2022年10月29日，华为推出了Huawei Watch GT 3 SE，作为Watch GT 3 Pro的更经济实惠的版本。该手表面向寻求预算友好选项的客户。
最初，Huawei Watch GT 3 SE将在越南和波兰市场销售，计划稍后在其他地区发布。该型号有黑色和绿色两种颜色，在波兰的售价约为170欧元。
作为Huawei Watch GT 3的继任者，华为于2023年9月25日推出了Watch GT 4和Watch Ultimate Design，与2023年6月早些时候发布的Watch 4一起推出。该版本运行HarmonyOS 4，并与HarmonyOS、Android和iOS智能手机兼容。
Huawei Watch Fit 3作为Huawei Watch Fit（2020年）和Huawei Watch Fit 2（2022年）系列的继任者，于2024年5月7日发布和推出，配备更小的屏幕和预装的HarmonyOS 4.2。

## 评价
各大国外媒体对华为手表予以正面评价。英国媒体《PC Advisor》和美国知名科技网站《TECH TIMES》报道指出，华为手表对于安卓和IOS的完美兼容更值得称道。更有媒体指出，華為手表的推出，將為時尚界帶來變革。
由于美国政府近年曾多次以「國家安全」的理由限制電信运营商採購華為的通訊設備，导致华为的产品在美国市场的销售成绩不佳，在美國仍然是一個比較敏感的品牌。因而有媒体指出，华为手表的推出，目標是重新在美國手機市場建立品牌認同。

## 另見
- 可穿戴式電腦
- Microsoft Band
- 苹果手表
- Pebble
- 三星Gear